# Los improvisadores
Los improvisadores fue un programa de televisión de comedia e improvisación, transmitido por el canal de cable chileno Vía X, basado en la improvisación en un esquema de juegos y concursos. 
Fue conducido desde su primer capítulo hasta octubre del 2011 por Juan José Gurruchaga, quien proponía juegos a un grupo de cinco actores (luego cuatro) con temas sugeridos por el público o al azar, asignando roles y escenarios divertidos que preparan el terreno para el humor.  Con la salida de Gurruchaga los mismos actores presentan los juegos, eligen los temas sugeridos por el público y los lugares de recreación. 
El programa se transformó en un éxito de sintonía con cifras superiores al promedio del canal, con gran popularidad en el público y llegó a tener una serie de especiales para televisión abierta, emitidos por Mega.  Finalizó el 31 de diciembre de 2011.

## Integrantes
Además del presentador, el formato del programa se compone de cuatro actores (pertenecientes al Colectivo Teatral Mamut), aunque al comienzo eran cinco, los cuales realizan las rutinas de comedia improvisada. Estos son:

### Actores
- Mónica Moya (Moyita)
- María Paz Jorquiera (Maly)
- Nicolás Belmar (Nico)
- Sergio Domínguez (Panqueque) También conocido como exvocalista de la banda de metal chile Six Magics

### Exmiembros
- Juanita Urrejola: Abandonó el programa en junio de 2010 para viajar a México a perfeccionarse profesionalmente.[5] El último capítulo en que participó fue estrenado el viernes 18 de ese mes.
- Juan José Gurruchaga: Abandonó la conducción en octubre del 2011, por la firma de contrato por dos años con el canal nacional de La Red.

### Conducción y quinto actor improvisador
- Fue conducido hasta octubre del 2011 por Juan José Gurruchaga

### Música improvisada
- Francisco Cerda (Foco)

### Equipo técnico
- Dirección: Ricardo González.
- Dirección Creativa: Javier Miranda Herrera.
- Producción General: Andrea Matus.
- Edición: Mauricio Rodríguez Jara.

## Juegos

### Primera temporada (2010)
- 4, 3, 2, 1: Cuatro de los actores crean una historia dada por el público; cuando el conductor toca la chicharra, se repite la historia pero solo con 3 actores, luego con 2 y finalmente con uno solo.
- Abecedario: Participan 3 actores que deben crear una historia en la que cada frase debe empezar con letras sucesivas del abecedario.
- Cambio de estilo: Los actores deben crear una historia con una situación dada por el público. Al toque de la chicharra, continúan la historia pero con un estilo diferente (estilo película de terror, estilo western, estilo Cine español, estilo musical, etc.).
- Carrusel: Participan tres actores. Cada pareja desarrollará una historia distinta, con el mismo tema, y al sonido de la chicharra los actores rotarán para continuar la historia respectiva donde haya quedado.
- Combo de estilos: Similar al Cambio de estilo, con la diferencia que la historia se realiza concurrentemente y al toque de la chicharra, la historia se reinicia con un estilo diferente.
- Contrarreloj: Los improvisadores deben crear una historia en dos minutos, y luego repetirla en un minuto, luego en treinta segundos, en quince segundos y en 5 segundos.
- Destino final: Participan tres actores, los cuales deberán crear una historia, cada una tendrá una profesión y un objeto con el cual deberán morir.
- Diapositivas: Uno de los actores le muestra unas diapositivas o un álbum de fotos al conductor. Los tres actores restantes deben recrear cada una de las fotos.
- Doblaje cruzado (Doblaje simultáneo): Participan dos actores, uno hace la mímica y el otro hace el doblaje y viceversa.
- El Director: Tres improvisadores hacen una historia, y el cuarto será el director, el cortará la historia cuando quiera para cambiarle el estilo a la historia y además puede quejarse, o al contrario felicitarlos por lo que hacen.
- El gran relevo: Durante la actuación, un actor puede estirar el brazo para ser relevado por otro para que tome su lugar y continúe la historia.
- El Juego del Sombrero: Una pareja de actores hace una determinada situación usando un sombrero en sus cabezas.. Ambos tienen que intentar quitarle el sombrero al otro. El actor al que se lo quitan es reemplazado por otro actor y si uno trata de quitarlo y no lo logra, también es reemplazado. Este juego tuvo su variante en Fiestas Patrias llamándose "El juego de la chupalla".
- El negativo: Participan todos los actores, uno de ellos será un personaje totalmente negativo.
- Escenas de la pecera: El conductor tiene una pecera con papeles que tienen situaciones escritas y que irá sacando uno por uno. Un actor a la vez recreará la situación lo más corto posible.
- Espacio vivo: Dos personas del público se convierten en la escenografía interactiva de dos actores.
- Estilo libre: Los actores y el invitado van improvisando situaciones para crear una historia.
- Historia, historia muere: Participan todos los actores, cada uno con un estilo. Quien sea apuntado con el dedo debe continuar la historia. Quien se equivoca o queda en blanco debe retirarse. Cuando queda un actor, éste debe darle un final a la historia.
- Historia al toque: Parte un actor contando una historia a la cámara. Detrás están los demás que lo tocarán en el hombro para continuar la historia cuando lo deseen.
- La cita: Todos los actores representan o ambientan una cita romántica en estilo libre.
- La fiesta: Participan todos los actores, un actor será el anfitrión de la fiesta, los demás serán invitados con una característica, la cual tendrá que adivinar el anfitrión.
- La pareja: Se escoge del público a una pareja de novios, amigos o incluso una familia. Ellos cuentan su historia, cómo y dónde se conocieron, y qué hechos significativos ha habido. Los actores deben recrear la historia descrita.
- La teleserie: Dos actores, en un ambiente con dos sillas deben tener una cita romántica, mientras los otros actores colaboran en la escena (como por ejemplo, el mozo).
- La Voz De La Conciencia: Participan 4 actores. 2 de ellos actúan, y los otros 2 harán la voz de la conciencia.
- Lenguaje inventado: Dos actores harán una historia con un lenguaje extraño, mientras otros dos actores harán la traducción.
- Manos atrás: Un actor debe formar parte de un diálogo, manteniendo siempre sus manos atrás. Otro actor estará detrás de él haciendo sus manos, dando la impresión de que los brazos tienen vida propia.
- Más y menos: Participan dos actores, el público crea una situación y cuando el conductor toca la chicharra va aumentando o disminuyendo su significado.
- Multiswitch: Similar a Switch, pero aquí participan tres actores que se van rotando sus roles al sonido de la chicharra.
- Otra: Cuando el conductor toca la chicharra, los actores deben cambiar lo que están diciendo.
- Papelitos: El público, al inicio del programa, escribe un papel con alguna palabra o frase. Cuando el actor ve la situación indicada saca uno de sus papeles y lo lee, sin preocuparse de la continuidad, sentido o coherencia que la frase le de a la historia en desarrollo.
- Pensadores (Improvisación narrada): Los actores salen un momento de la situación para narrar lo que están pensando.
- ¿Que me querí decir?: Participan dos actores que se enojan hasta reventar con una frase que dice el otro.
- Reportero perdido: Dos actores hacen de conductores de un programa de noticias mientras otro hace de reportero. El juego consiste en que el periodista no sabe dónde está y los conductores deben darle pistas para lograr ubicarse. Detrás del periodista se pone una imagen, la cual el periodista debe tratar de adivinar.
- Secundario: Participan dos actores donde uno será el protagonista y el otro será el secundario. El secundario debe prestarse para todo lo que se le ocurra al protagonista.
- Sólo preguntas: Todos los diálogos deben hacerse usando solo preguntas, el que se equivoca pierde su turno y es remplazado por otro actor.
- Sonido, silencio, palabra: Los actores realizan una escena usando solo sonidos. Al sonido de la chicharra, deben continuar en completo silencio. Cuando suena nuevamente la chicharra, deben continuar la historia con normalidad.
- Sonidos y mímica: Uno de los actores desarrolla una escena mientras el otro hace todos los efectos de sonido.
- Switch: Participan dos actores, cada uno tendrá una característica, al sonido de la chicharra, cambian sus características por la del otro y viceversa.
- Transforma: Participan dos actores, ellos crean una situación dada por el público y cuando uno de los actores que está detrás aplaude, se congela la escena y luego reemplaza a alguno de los dos creando así una nueva escena con la posición en la que quedó el actor que no fue reemplazado.
- Teatro de objetos: Se ubican varios artículos de utilería en el escenario. Los actores deben emplearlos y simular otros objetos para actuar con ellos.
- Última Palabra: Los actores dejarán algunas frases inconclusas para que el público las complete.
- Una palabra cada uno: Dos actores realizan una situación dada por el público, diciendo una palabra cada uno formando grandes diálogos.
- Volver al pasado: En esta historia, el invitado cuenta sus penas de amor llevándonos al pasado para ver representada su historia.

### Segunda temporada (2011)
Se han creado nuevos juegos para la segunda temporada, sin dejar de realizar aquellos creados en la temporada anterior.
- Categorías: Participan dos actores. A cada uno se le asigna una categoría o conjunto de algo (equipos de fútbol, grupos musicales, etc.), y sus diálogos deben contener los nombres de los elementos de sus categorías asignadas.
- El chiste más fome del mundo: Los 4 actores se ubican en fila. Por turnos, el público les asigna dos objetos, y con ellos el actor debe inventar un chiste (puede ser del estilo "¿Qué le dijo...?", "¿En qué se parece...?" o un chiste libre). Después de contarlo, todos se ríen como si fuera un chiste buenísimo, para terminarlo con la frase musical "¡Y se divertirán!".
- El cuadrante de emociones: En el escenario se ubican 4 cuadros con emociones escritas en ellos (Tristeza, rabia, miedo, alegría). Cuando los actores actúen y se ubiquen sobre un cuadrado, deben adoptar la emoción que éste indica.
- El secreto: Participan 2 actores. Cada uno tiene un secreto oculto que el otro debe adivinar.
- Fotonovela: Dos actores cuentan una historia mientras los otros dos la representan en imágenes estacionarias.
- Soltero(a) sin compromiso: Un actor, quien representa al soltero, está de espalda a los otros 3, quienes representan personajes determinados. El soltero debe hacerles dos preguntas a cada uno para que al final pueda adivinar sus identidades y se quede con uno.
- Todos para uno: Los 4 actores desarrollan una historia cualquiera. Una vez terminada, se elige un solo actor para que represente la misma historia él solo.
- Tragedia-Comedia: Los 4 actores desarrollan una historia cualquiera. A la mitad de ésta, se interrumpirá para preguntarle al público si quieren que la historia termine en tragedia o en comedia.
- Ussssted no lo diga: Dos actores hacen un diálogo sin pronunciar palabras que contengan la letra S
- Más, menos, otra: Básicamente igual al "Más o menos" solo que si el animador dice "otra" el actor debe decir lo contrario de lo que había dicho.

## Invitados especiales
Con el éxito del programa, se comenzó a invitar a diversas celebridades para que asistieran al programa para participar en algún juego con los actores del panel. Entre ellos están:
- Carolina Sotomayor, actriz.
- Claudio Moreno, actor.
- Guru-Guru, personaje de El mundo del profesor Rossa, interpretado por Claudio Moreno.
- Rodrigo González, conductor de televisión.
- Luis Jara, cantante y animador de televisión.
- Monserrat «Monty» Torrent, actriz, bailarina y conductora de televisión (programa Bang! Todo suena de Bang TV).
- Ariel Levy, actor.
- Fernando Larraín, actor.
- Romina Sáez, bailarina y conductora de televisión (programa Bang! Todo suena de Bang TV).
- Javiera Acevedo, actriz y panelista (programa Así somos de La Red).
- Loreto Aravena, actriz (serie Los 80).
- Iván Arenas, conductor de televisión.
- Catherine Mazoyer, actriz.
- Jazmín Valdés, actriz.
- Antonella Ríos, actriz.
- Tonka Tomicic, modelo y animadora de televisión.
- José Miguel Viñuela, conductor de televisión.
- Myriam Hernández, Cantante y animadora.
- Nicolás Pérez, actor

## Actuación en vivo
Antes de aparecer en televisión, este grupo hacía presentaciones teatrales con el nombre de "Efecto Impro", presentándose como el Colectivo Teatral Mamut. Fueron parte del Festival Santiago a Mil varios años.
Su primera y única actuación en vivo como "Los Improvisadores" ante 5.000 espectadores; fue realizada el sábado 15 de mayo de 2010 a las 9PM, en el Teatro Caupolicán, donde se presentaron frente a más de cuatro mil personas en un show que duró 90 minutos. Posteriormente, este espectáculo fue retrasmitido por Vía X el 15 de mayo a las 9PM acortándolo en 60 minutos.

### Despido del grupo (2011)
El despido fue porque el grupo de "Los Improvisadores" quería una suma de dinero más alta, pero el dueño del canal Via X, Luis Venegas se negó y al no llegar a un acuerdo ambas partes el programa llegó a su fin.